# Roy Colt et Winchester Jack
Pour plus de détails, voir Fiche technique et Distribution.
Roy Colt et Winchester Jack (Roy Colt e Winchester Jack) est un western spaghetti italien réalisé par Mario Bava et sorti en 1970.
Le film débute alors que depuis des années, Roy et Jack, à la fois amis et rivaux, échouent à gagner leur vie malhonnêtement. Ils décident alors de prendre des voies différentes. Roy choisit de s'installer à Carson City et de devenir un citoyen modèle tandis que Jack préfère poursuivre sa vie de pistolero. Le Révérend, un ecclésiastique converti au banditisme, dérobe une carte indiquant l'emplacement d'un trésor et invite Jack à l'accompagner dans sa quête. Devenu shérif, Roy se lance à leur poursuite, bien décidé à mettre la main sur le trésor... Intervient ensuite dans cette histoire, Manila, une indienne, prostituée occasionnelle que Jack prend d'abord sous sa protection avant que Roy ne la courtise. A la fin, alors que le révérend est éliminé, Manila profitera de la rivalité entre Roy et Jack pour s'éclipser seule avec l'or du trésor.

## Synopsis

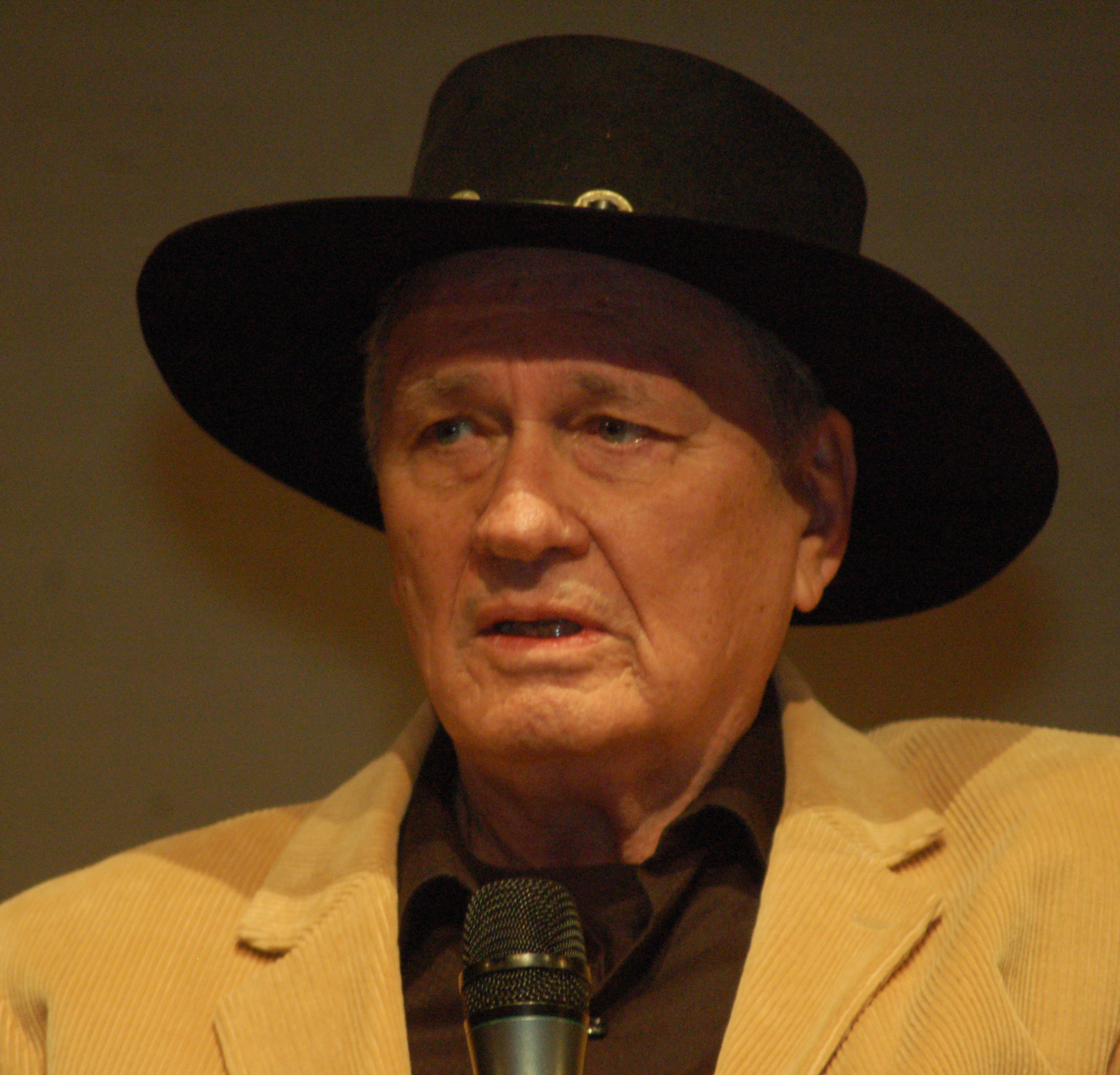
Brett Halsey joue Roy Colt.

Deux hommes, Roy Colt et Winchester Jack, se battent à coups de poing. Après la bagarre, ils se séparent ; Roy part pour la ville, où il cherche un travail honnête. Il le trouve bientôt, à Karton City, en sauvant un vieux monsieur, nommé Samuel, qui semble avoir caché un trésor quelque part. Jack, quant à lui, est laissé avec ses amis pour vivre d'expédients et trouve par hasard deux hommes transportant une Indienne, accusée d'avoir tué son homme, pour toucher la prime. Jack se débarrasse d'eux et se lie d'amitié avec la jeune fille, nommée Manila. Pour se procurer un peu d'argent, Jack et ses compagnons décident d'attaquer une diligence : Bellatreccia dirigera l'opération. Mais les choses ne se passent pas bien car dans la diligence se trouve Roy, qui a obtenu le travail honnête d'escorter des wagons chargés d'argent et d'or. Ils le laissent donc passer. A Karton City, le révérend et sa bande sont également intéressés par l'argent de Samuel ; en arrivant en ville, Jack parvient à faire parler le vieil homme et à lui donner des cartes pour trouver l'or.
Jack, le révérend et ses hommes de main partent donc à la recherche de l'argent. Roy revient et se fait raconter l'histoire ; il est nommé shérif et se retrouve à partir seul à la recherche de l'argent, car personne en ville ne veut l'aider. Samuel, pour lui faciliter la tâche, lui dit exactement où se trouve l'or. Il trouve d'abord le révérend et, en doublant Jack, parvient à l'entraîner dans un piège : le révérend parvient cependant à se sauver avec deux autres personnes, Boida et Horsetooth. Pendant ce temps, Roy commence à tomber amoureux de Manille. Après un passage à Wimpy City dans un bordel tenu par Mama Lizzy, ils reprennent la route. Mais le révérend est bientôt derrière eux et attaque leur campement à l'aide d'explosifs.
Il n'en reste que cinq, dont Manille. Jack, qui a découvert la liaison entre Roy et l'Indienne, demande à son vieil ami de partir, mais celui-ci ne se laisse pas faire ; ils se battent à coups de poing et Roy gagne et emmène Manille. Bientôt, ils sont capturés par le révérend et ses deux hommes de main, qui obligent Roy à leur révéler l'emplacement exact du trésor. Une fois l'or trouvé, le révérend trahit ses deux compagnons et les tue, mais Jack le tue d'un coup de feu. Il ne reste plus que Jack, Roy et Manille ; les deux vieux amis commencent à se disputer la possession du magot et Manille, voyant la situation, s'enfuit avec le chargement plein d'or, laissant Roy et Jack seuls pour se disputer.

## Fiche technique
- Titre français : Roy Colt et Winchester Jack ou À moi l'or, à toi le colt[1]
- Titre original : Roy Colt e Winchester Jack
- Réalisation : Mario Bava, assisté de Lamberto Bava
- Scénario : Mario Di Nardo
- Photographie : Mario Bava et Antonio Rinaldi
- Montage : Olga Pedrini
- Musique : Piero Umiliani
- Effets spéciaux : Mario Bava, Carlo Rambaldi
- Décors : Giulia Mafai (it)
- Maquillage : Sandro Melaranci
- Production : Luigi Alessi, Mario Bregni
- Sociétés de production : Tigielle 33, Produzioni Atlas Cinematografiche
- Pays de production :  Italie
- Langue originale : italien
- Format : Couleurs - 1,85:1 - Son mono
- Genre : western spaghetti
- Durée : 99 minutes
- Date de sortie : 
  - Italie : 13 août 1970
  - France : 1972[1]

## Distribution
- Brett Halsey : Roy Colt
- Charles Southwood : Winchester Jack
- Marilù Tolo : Manila, l'indienne
- Teodoro Corrà : le Révérend
- Isa Miranda : Mammola Lizzy, la gérante de la maison close
- Guido Lollobrigida (it) (sous le nom de « Lee Burton ») : « Cannamozza »
- Bruno Corazzari : un sbire du Révérend
- Mauro Bosco (it) : Bellatreccia
- Federico Boido (it) Boida
- Giorgio Gargiullo : Samuel
- Franco Pesce (it) : le vieil homme du saloon
- Vincenzo Crocitti (it) : le garçon sourd
- Piero Morgia (it) : Hoyt
- Leo De Nobili : un bandit
- Maurizio Laureri : un bandit

## Production

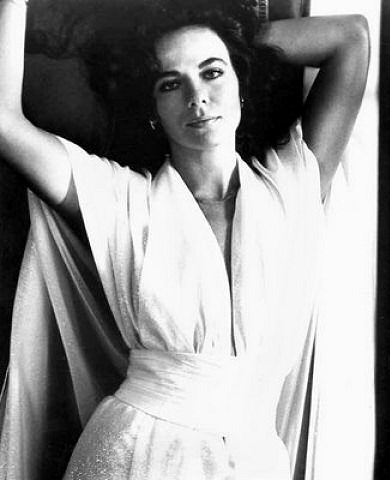
Marilù Tolo joue Manila, l'indienne.

Roy Colt et Winchester Jack est la récompense que Mario Bregni, producteur de Produzioni Atlas Consorziate, offre au réalisateur Mario Bava après avoir sauvé le film L'Île de l'épouvante. Le scénario est écrit par Mario Di Nardo, qui avait également écrit L'Île de l'épouvante, un scénario que Bava n'appréciait pas.
Le biographe de Bava, Tim Lucas, a commenté qu'après la sortie d'Il était une fois dans l'Ouest en 1968, les westerns spaghetti semblaient être en compétition pour trouver les personnages et les situations les plus manifestement bizarres. Cela a conduit les westerns spaghetti à incorporer des éléments d'arts martiaux, des scènes sanglantes, ainsi que des thèmes gothiques. Ces extrémités ont conduit Bava à aborder Roy Colt et Winchester Jack comme une vaste parodie du genre. L'acteur principal Brett Halsey, qui s'était lié d'amitié avec Bava lors du tournage de leur précédent film, la comédie érotique Une nuit mouvementée, a déclaré que le film était devenu une comédie car « le scénario n'était pas très bon ; il se prêtait en quelque sorte à ce que l'on s'amuse avec », et a révélé que Bava avait eu l'idée de faire un film pour rire dès l'embauche des acteurs. Lucas estime qu'en dépit du fait qu'il soit décrit comme une comédie, le film « appartient plutôt à la catégorie de la farce ou de la satire », déclarant qu'il ressemble à un sketch du magazine Mad qui se moque des traditions des westerns, au lieu d'être un film à la narration directe et aux dialogues humoristiques.
Charles Southwood a déclaré que Roy Colt et Winchester Jack était « la meilleure chose que j'ai faite [en Italie] » et que le film avait été improvisé au jour le jour, ajoutant que « tout le monde apportait des idées. C'était l'hilarité tous les matins. On inventait des scènes dans la caravane ».
Le générique du film indique qu'il a été tourné aux studios Incir De Paolis, mais Halsey pense que seuls les intérieurs y ont été tournés, car il ne se souvient pas que De Paolis ait eu une ville western debout, et il pense que les scènes de la ville ont peut-être été tournées à Cinecittà, car les studios étaient proches l'un de l'autre.

## Exploitation
Roy Colt et Winchester Jack a été distribué par Produzioni Atlas Consorziate (PAC) en Italie le 13 août 1970. La première a eu lieu à Rome le même mois. À la fin de son exploitation en Italie, le film avait enregistré 785 055 entrées en rapportant 263 386 000 lires italiennes, ce qui en faisait le 22e western spaghetti le plus populaire sorti dans ce pays cette année-là. Lucas a noté qu'il a fallu attendre le succès du western humoristique On l'appelle Trinita pour que le film bénéficie d'une sortie internationale et soit acquis par des distributeurs français, espagnols, ouest-allemands et américains en 1972.